# Toechima dasyrrhache
Toechima dasyrrhache är en kinesträdsväxtart som beskrevs av Ludwig Radlkofer. Toechima dasyrrhache ingår i släktet Toechima och familjen kinesträdsväxter. Inga underarter finns listade i Catalogue of Life.